# Trolleybus de Genève
Les trolleybus de Genève constituent un des trois réseaux de transport en commun de la ville de Genève et de son canton en Suisse. Ce mode de transport apparaît en 1942 sur le réseau de la Compagnie genevoise des tramways électriques (CGTE), remplacée par les Transports publics genevois (TPG) en 1977. Le réseau compte en 2025 six lignes exploitées par 104 trolleybus pour une longueur totale de 30,380 km.

## Histoire
L'histoire des trolleybus genevois est liée à celle des tramways, la plupart des lignes de trolleybus étant issue de la conversion de ces derniers.
La première ligne de trolleybus genevoise voit le jour le 11 septembre 1942 lorsque le tronçon Grand-Pré - Petit-Saconnex de la ligne de tramway no 3 (Petit-Saconnex – Champel) est converti et exploitée avec du matériel Saurer assemblée directement par la CGTE, ce tronçon est étendu dès le mois de novembre jusqu'à la gare de Genève-Cornavin,,. Le tramway fera toutefois son retour le dimanche dès 1944 pour cause de pénurie due à la seconde Guerre mondiale, avec du matériel modifié pour capter le courant sur les bifilaires des trolleybus, mais disparaît à nouveau et complètement de la ligne en 1946. Les premiers essais ont lieu dès juin 1942, avec la particularité de capter le courant avec une perche sur la ligne aérienne du tramway et d'assurer le retour du courant sur les rails du tramway via une remorque, les bifilaires n'étant alors pas encore posées.
C'est le début d'une vague de conversion au cours des années 1950 et 1960 :
Une seconde ligne de tramway, la no 4 (Pont des Acacias - Grand-Lancy) est progressivement convertie entre juillet et septembre 1950. Il s'agit de la seule ligne à avoir vu ses trolleybus remplacés par des autobus, à certains services dès 1964 puis en totalité en février 1971. En décembre 1950 la ligne 7 est créée par rachat de la ligne de bus privée Bel-Air - Aïre. Une troisième ligne de tramway, la no 6, est convertie le 15 mars 1959 entre la gare de Genève-Cornavin et Vernier, le tronçon restant devenant une ligne de bus, durant les années 1960 elle est prolongée jusqu'au Molard d'une part et jusqu'à l'école de Vernier de l'autre. En mai 1959, la ligne 33 (Aéroport - Servette) est créée afin de desservir ce premier et de renforcer la ligne 3 par interlignage, elle sera au cours des deux décennies suivantes prolongée au fil des extensions de l'aéroport pour desservir le quartier des Crêts-de-Champel. Le 5 décembre 1961 la ligne de tramway no 2 (Genève-Plage - Bernex) est convertie à son tour en raison de la vétusté des installations, elle est complétée en 1964 par la ligne d'autobus 22 (Petit-Lancy – Onex-Cité) convertie au trolleybus l'année suivante (Genève-Plage - Onex-Cité). En 1966 la ligne 7 est prolongée à Tours-Lignon et est renforcée aux heures de pointe par des autobus.
Le self-service est introduit au cours des années 1970 avec la suppression du receveur, le conducteur ne vend toutefois pas de tickets en remplacement. Entre les années 1960 et 1980 les trolleybus standards des années 1950 et 1960 sont renouvelés au profit de véhicules articulés plus modernes et de plus grande capacité.
En 1984 les lignes 22 (pour le tronçon Rampe Quidort - Onex-Cité) et 33 (Champel - Aéroport) fusionnent pour former la ligne 10 (Aéroport - Onex-Cité). L'indice 22 est conservée sous la forme de services aux heures de pointe dit « accélérés » entre Rive et Onex, cette configuration restera jusqu'en 1993 et la création des lignes d'autobus 20 et 22.
En septembre 1988, les trolleybus de la ligne 6 sont remplacés par des autobus et une ligne 26 est créée en renfort par interlignage aux heures de pointe. En 1989, c'est autour de la ligne 27 (Molard-Lignon) de voir le jour, exploitée en semaine en horaire normal uniquement, avec un terminus déplacé à Bel-Air dès l'année suivante.
Les trolleybus sont remis en service sur la ligne 26 en mai 1995, puis en juin 2001 les trolleybus sont réintroduit sur la ligne 6, la ligne 26 disparaît alors, tandis que la ligne 7 est prolongée à Rive et la ligne 27, prolongée jusqu'à Malagnou, est désormais exploitée en autobus et le restera jusqu'à sa suppression en 2012, ; dans le même temps la ligne 19 (Vernier - Bernex) est créée devenant ainsi la 6e ligne de trolleybus genevois.
Les années 2000 et 2010 voient le début d'une grande vague de renouvellement du matériel issu des années 1970 et 1980, ainsi que quelques prolongements :
En décembre 2003, la ligne 6 est prolongée afin de desservir le nouveau parc relais de Genève-Plage. L'année suivante, la ligne 3 est prolongée jusqu'au Grand-Saconnex avec un terminus dans le quartier des Pommiers. En 2005/2006 la ligne 10 est équipée de trolleybus bi-articulés ; en 2007, la ligne 7 est prolongée à l'Hôpital.
Entre le 11 décembre 2011 et le 20 janvier 2012, les lignes 3 et 7 voient leurs trajets modifiés en centre-ville mais les anciens itinéraires furent rétablis à cause de la forte protestation des voyageurs. Les lignes 2 et 19 abandonnent en ce même mois de décembre 2011 la desserte de Bernex, reprise par le tramway, au profit d'Onex-Cité en remplacement de la ligne 10 limitée à Rive,,. Depuis 2012, la ligne 19 fonctionne désormais tous les jours, abandonnant une particularité qui lui était propre.
Le 15 décembre 2019, la ligne 7 est prolongée à raison d'un service sur deux jusqu'à l'arrêt Aubépine via une section non électrifiée assurée grâce aux batteries des trolleybus Van Hool.

## Le réseau

### Présentation
Le réseau comprend six lignes, toutes exploitées par la régie de droit cantonal Transports publics genevois (TPG), s'étendant sur 30,380 km à travers Genève et ses communes limitrophes et est donc entièrement situé dans la zone 10 de la communauté tarifaire Unireso. Il est exploité à l'aide de 91 véhicules articulés à une ou deux articulations (soit comportant respectivement deux ou trois caisses) qui ont assuré 28,038 millions de voyages en 2022.

### Les lignes
Sont présentés ici les lignes constituant le réseau actuel, au 15 décembre 2024 en horaire normal. La longueur, le temps de parcours moyen (arrondi à la minute) et la fréquentation (en nombre de voyages par an) sont données au 31 décembre 2024, si la ligne a vu son trajet évoluer depuis, une note est présente dans chaque tableau.
| Ligne | Caractéristiques | Caractéristiques                                   | Caractéristiques                                   | Caractéristiques                                   | Caractéristiques                                   | Caractéristiques                                   | Caractéristiques                                   | Caractéristiques                                   | Caractéristiques                                   |
| 2     | Genève, Plage ⥋ Bernex, Cressy | Genève, Plage ⥋ Bernex, Cressy                     | Genève, Plage ⥋ Bernex, Cressy                     | Genève, Plage ⥋ Bernex, Cressy                     | Genève, Plage ⥋ Bernex, Cressy                     | Genève, Plage ⥋ Bernex, Cressy                     | Genève, Plage ⥋ Bernex, Cressy                     | Genève, Plage ⥋ Bernex, Cressy                     | Genève, Plage ⥋ Bernex, Cressy                     |
| ----- | --- | -------------------------------------------------- | -------------------------------------------------- | -------------------------------------------------- | -------------------------------------------------- | -------------------------------------------------- | -------------------------------------------------- | -------------------------------------------------- | -------------------------------------------------- |
| 2     | Ouverture / Fermeture 5 décembre 1961 / — | Longueur 10,046 km                                 | Durée 47 min                                       | Nb. d’arrêts 30                                    | Matériel ExquiCity 18                              | Jours de fonctionnement L, Ma, Me, J, V, S, D      | Jour / Soir / Nuit / Fêtes O / O / O / O           | Voy. / an 5 692 000                                | Exploitant TPG                                     |
| 2     | Desserte : - Ville et lieux desservis : Genève (Genève-Plage, Port-Noir, Parc des Eaux-Vives, Plage des Eaux-Vives, Jet d'eau, Temple de la Fusterie, Grand Théâtre, Place du Cirque, Musée d'art moderne et contemporain, Musée d'ethnographie, La Jonction, Pont Saint-Georges), Lancy (Cimetière de Saint-Georges), Onex, Confignon, Bernex (Cressy). - Stations et gares desservies : Genève, Rive (12 et 17), Genève, Molard (12 et 17), Genève, Bel-Air (12, 14, 17 et 18), Genève, Cirque (15), Genève, Jonction (14) et Onex, Salle communale (14). |                                                    |                                                    |                                                    |                                                    |                                                    |                                                    |                                                    |                                                    |
| 2     | Autre : - Zone traversée : 10. - Amplitudes horaires : La ligne fonctionne du lundi au jeudi de 5 h 15 à 0 h 35, les vendredis de 5 h 15 à 2 h 10, les samedis de 5 h 15 à 2 h 10 et les dimanches et fêtes de 5 h 20 à 0 h 40 environ. - Service nocturne : Les nuits des vendredis et samedis après 0 h 15, les services nocturnes de la ligne 2 conservent le trajet habituel. - Particularités : - Le tronçon entre Onex, marché et Bernex, Cressy n'étant pas électrifié, est effectué à l'aide de trolleybus sur batteries. La ligne est exclusivement exploitée en ExquiCity 18, les Swisstrolley ayant un moteur d'autonomie au Diesel ; - Des services partiels sont assurés depuis Genève, Musée d'ethnographie en direction d'Onex ou depuis Genève, Jonction dans l'autre sens, il s'agit de service rentrant ou sortant du dépôt, essentiellement en début et fin de service. - Date de dernière mise à jour : 30 mai 2025. |                                                    |                                                    |                                                    |                                                    |                                                    |                                                    |                                                    |                                                    |
| 2     | Dernière actualisation : — |                                                    |                                                    |                                                    |                                                    |                                                    |                                                    |                                                    |                                                    |
| 3     | Grand-Saconnex, Gardiol ⥋ Genève, Crêts-de-Champel | Grand-Saconnex, Gardiol ⥋ Genève, Crêts-de-Champel | Grand-Saconnex, Gardiol ⥋ Genève, Crêts-de-Champel | Grand-Saconnex, Gardiol ⥋ Genève, Crêts-de-Champel | Grand-Saconnex, Gardiol ⥋ Genève, Crêts-de-Champel | Grand-Saconnex, Gardiol ⥋ Genève, Crêts-de-Champel | Grand-Saconnex, Gardiol ⥋ Genève, Crêts-de-Champel | Grand-Saconnex, Gardiol ⥋ Genève, Crêts-de-Champel | Grand-Saconnex, Gardiol ⥋ Genève, Crêts-de-Champel |
| 3     | Ouverture / Fermeture 11 septembre 1942 / — | Longueur 7,809 km                                  | Durée 35 min                                       | Nb. d’arrêts 26                                    | Matériel Swisstrolley 3 ExquiCity 18               | Jours de fonctionnement L, Ma, Me, J, V, S, D      | Jour / Soir / Nuit / Fêtes O / O / O / O           | Voy. / an 7 816 000                                | Exploitant TPG                                     |
| 3     | Desserte : - Ville et lieux desservis : Le Grand-Saconnex, Genève (Le Petit-Saconnex, Cimetière du Petit-Saconnex, Parc Trembley, Basilique Notre-Dame, Ponts de l'Île, Grand Théâtre, Musée Rath, Place Neuve, Parc des Bastions, Palais Eynard, Place Édouard Claparède, Champel) - Stations et gares desservies : Genève, Servette (14 et 18), Genève, Poterie (14 et 18), Genève, Lyon (14 et 18), Gare de Genève-Cornavin, Genève, Coutance (14 et 18), Genève, Bel-Air (12, 14, 17 et 18), Genève, Place de Neuve (12, 17 et 18) et Gare de Genève-Champel. |                                                    |                                                    |                                                    |                                                    |                                                    |                                                    |                                                    |                                                    |
| 3     | Autre : - Zone traversée : 10. - Amplitudes horaires : La ligne fonctionne du lundi au jeudi de 5 h à 0 h 55, les vendredis de 5 h à 2 h 5, les samedis de 5 h à 2 h 5 et les dimanches et fêtes de 5 h à 0 h 55 environ. - Service nocturne : Les nuits des vendredis et samedis après 0 h 30, les services nocturnes de la ligne 3 conservent le trajet habituel. - Particularités : Des services partiels sont assurés depuis Genève, Bovy-Lysberg en direction de Champel ou vers et depuis Genève, Bel-Air direction de Gardiol, il s'agit de service sortant du dépôt, essentiellement en début de service. Les services rentrant au dépôt Jonction ont pour terminus l'arrêt Genève, Bel-Air Certains de ces services sont directement prolongés à Genève, Jonction en service commercial. - Date de dernière mise à jour : 30 mai 2025.                                                                                          |                                                    |                                                    |                                                    |                                                    |                                                    |                                                    |                                                    |                                                    |
| 3     | Dernière actualisation : — |                                                    |                                                    |                                                    |                                                    |                                                    |                                                    |                                                    |                                                    |
| 6     | Vernier, village ⥋ Genève, Plage | Vernier, village ⥋ Genève, Plage                   | Vernier, village ⥋ Genève, Plage                   | Vernier, village ⥋ Genève, Plage                   | Vernier, village ⥋ Genève, Plage                   | Vernier, village ⥋ Genève, Plage                   | Vernier, village ⥋ Genève, Plage                   | Vernier, village ⥋ Genève, Plage                   | Vernier, village ⥋ Genève, Plage                   |
| 6     | Ouverture / Fermeture 15 octobre 1959 / — | Longueur 8,864 km                                  | Durée 36 min                                       | Nb. d’arrêts 24                                    | Matériel Swisstrolley 3 ExquiCity 18               | Jours de fonctionnement L, Ma, Me, J, V, S, D      | Jour / Soir / Nuit / Fêtes O / O / O / O           | Voy. / an 5 914 000                                | Exploitant TPG                                     |
| 6     | Desserte : - Ville et lieux desservis : Vernier (Mairie), Genève (Parc des Franchises, Église Sainte-Jeanne-de-Chantal, Parc Geisendorf, Basilique Notre-Dame, Pont du Mont-Blanc, Jardin anglais, Jet d'eau, Parc des Eaux-Vives, Plage des Eaux-Vives, Port-Noir, Genève-Plage) - Stations et gares desservies : Gare de Vernier, Gare de Genève-Cornavin et Genève, Rive (12 et 17). |                                                    |                                                    |                                                    |                                                    |                                                    |                                                    |                                                    |                                                    |
| 6     | Autre : - Zone traversée : 10. - Amplitudes horaires : La ligne fonctionne du lundi au jeudi de 5 h à 0 h 40, les vendredis de 5 h à 2 h 15, les samedis de 5 h à 2 h 15 et les dimanches et fêtes de 5 h à 0 h 40 environ. - Service nocturne : Les nuits des vendredis et samedis après 0 h 30, les services nocturnes de la ligne 6 sont limités au trajet entre Vernier, village et Genève, Rive. - Particularités : Les services rentrant au dépôt à Genève, Jonction ont pour terminus l'arrêt Genève, Molard. Aucun service sortant du dépôt. - Date de dernière mise à jour : 30 mai 2025. |                                                    |                                                    |                                                    |                                                    |                                                    |                                                    |                                                    |                                                    |
| 6     | Dernière actualisation : — |                                                    |                                                    |                                                    |                                                    |                                                    |                                                    |                                                    |                                                    |
| 7     | Genève, Bout-du-Monde ⥋ Vernier, Lignon-Tours | Genève, Bout-du-Monde ⥋ Vernier, Lignon-Tours      | Genève, Bout-du-Monde ⥋ Vernier, Lignon-Tours      | Genève, Bout-du-Monde ⥋ Vernier, Lignon-Tours      | Genève, Bout-du-Monde ⥋ Vernier, Lignon-Tours      | Genève, Bout-du-Monde ⥋ Vernier, Lignon-Tours      | Genève, Bout-du-Monde ⥋ Vernier, Lignon-Tours      | Genève, Bout-du-Monde ⥋ Vernier, Lignon-Tours      | Genève, Bout-du-Monde ⥋ Vernier, Lignon-Tours      |
| 7     | Ouverture / Fermeture 23 décembre 1950 / — | Longueur 9,074 km                                  | Durée 43 min                                       | Nb. d’arrêts 27                                    | Matériel ExquiCity 18                              | Jours de fonctionnement L, Ma, Me, J, V, S, D      | Jour / Soir / Nuit / Fêtes O / O / O / O           | Voy. / an 4 288 000                                | Exploitant TPG                                     |
| 7     | Desserte : - Ville et lieux desservis : Genève (Centre sportif du Bout-du-Monde, Hôpital universitaire, Institut national genevois, Musée d'art et d'histoire, Promenade de l'Observatoire, Temple de la Fusterie, Ponts de l'Île, Temple de Saint-Gervais, Parc Saint-Jean, École de commerce Nicolas-Bouvier, Cimetière de Châtelaine), Vernier (Le Lignon) - Stations et gares desservies : Gare de Genève-Champel, Genève, Rive (12 et 17), Genève, Molard (12 et 17) et Genève, Bel-Air (12, 14, 17 et 18). |                                                    |                                                    |                                                    |                                                    |                                                    |                                                    |                                                    |                                                    |
| 7     | Autre : - Zone traversée : 10. - Amplitudes horaires : La ligne fonctionne du lundi au jeudi de 5 h à 0 h 35, les vendredis de 5 h à 2 h 20, les samedis de 4 h 55 à 2 h 20 et les dimanches et fêtes de 5 h à 0 h 35 environ. - Service nocturne : Les nuits des vendredis et samedis après 0 h 30, les services nocturnes de la ligne 7 sont limités au trajet entre Vernier, Lignon-Tours et Genève, Rive. - Particularités : - Le tronçon entre Genève, Hôpital et Genève, Bout-du-Monde n'étant pas électrifié, est effectué à l'aide de trolleybus sur batteries. La ligne est exclusivement exploitée en ExquiCity 18, les Swisstrolley ayant un moteur d'autonomie au Diesel ; - Les services sortant ou rentrant au dépôt à Genève, Jonction effectuent le trajet normal depuis ou jusqu'à l'arrêt Genève, Bel-Air. - Date de dernière mise à jour : 30 mai 2025.                                                               |                                                    |                                                    |                                                    |                                                    |                                                    |                                                    |                                                    |                                                    |
| 7     | Dernière actualisation : — |                                                    |                                                    |                                                    |                                                    |                                                    |                                                    |                                                    |                                                    |
| 10    | Genève-Aéroport, Terminal ⥋ Genève, Rive | Genève-Aéroport, Terminal ⥋ Genève, Rive           | Genève-Aéroport, Terminal ⥋ Genève, Rive           | Genève-Aéroport, Terminal ⥋ Genève, Rive           | Genève-Aéroport, Terminal ⥋ Genève, Rive           | Genève-Aéroport, Terminal ⥋ Genève, Rive           | Genève-Aéroport, Terminal ⥋ Genève, Rive           | Genève-Aéroport, Terminal ⥋ Genève, Rive           | Genève-Aéroport, Terminal ⥋ Genève, Rive           |
| 10    | Ouverture / Fermeture 1984 / — | Longueur 6,661 km                                  | Durée 31 min                                       | Nb. d’arrêts 19                                    | Matériel Swisstrolley 3 LighTram 3                 | Jours de fonctionnement L, Ma, Me, J, V, S, D      | Jour / Soir / Nuit / Fêtes O / O / O / O           | Voy. / an 6 606 000                                | Exploitant TPG                                     |
| 10    | Desserte : - Ville et lieux desservis : Le Grand-Saconnex (Aéroport international de Genève), Meyrin, Vernier (Balexert), Genève (Basilique Notre-Dame, Ponts de l'Île, Temple de la Fusterie) - Stations et gares desservies : Gare de Genève-Aéroport, Vernier, Bouchet (14 et 18), Gare de Genève-Cornavin, Genève, Coutance (14 et 18), Genève, Bel-Air (12, 14, 17 et 18), Genève, Molard (12 et 17) et Genève, Rive (12 et 17). |                                                    |                                                    |                                                    |                                                    |                                                    |                                                    |                                                    |                                                    |
| 10    | Autre : - Zone traversée : 10. - Amplitudes horaires : La ligne fonctionne du lundi au jeudi de 5 h à 0 h 30, les vendredis et samedis de 5 h à 2 h 5 et les dimanches et fêtes de 5 h à 0 h 30 environ. - Service nocturne : Les nuits des vendredis et samedis après 0 h 30, les services nocturnes de la ligne 10 conservent le trajet habituel. - Particularités : Les services sortant ou rentrant au dépôt à Genève, Jonction effectuent le trajet normal depuis ou jusqu'à l'arrêt Genève, Bel-Air. - Date de dernière mise à jour : 19 mai 2025. |                                                    |                                                    |                                                    |                                                    |                                                    |                                                    |                                                    |                                                    |
| 10    | Dernière actualisation : — |                                                    |                                                    |                                                    |                                                    |                                                    |                                                    |                                                    |                                                    |
| 19    | Vernier, village ⥋ Onex, cité | Vernier, village ⥋ Onex, cité                      | Vernier, village ⥋ Onex, cité                      | Vernier, village ⥋ Onex, cité                      | Vernier, village ⥋ Onex, cité                      | Vernier, village ⥋ Onex, cité                      | Vernier, village ⥋ Onex, cité                      | Vernier, village ⥋ Onex, cité                      | Vernier, village ⥋ Onex, cité                      |
| 19    | Ouverture / Fermeture juin 2001 / — | Longueur 11,520 km                                 | Durée 45 min                                       | Nb. d’arrêts 31                                    | Matériel Swisstrolley 3 ExquiCity 18               | Jours de fonctionnement L, Ma, Me, J, V, S, D      | Jour / Soir / Nuit / Fêtes O / O / N / O           | Voy. / an 7 050 000                                | Exploitant TPG                                     |
| 19    | Desserte : - Ville et lieux desservis : Vernier (Mairie), Genève (Parc des Franchises, Église Sainte-Jeanne-de-Chantal, Parc Geisendorf, Basilique Notre-Dame, Ponts de l'Île, Grand Théâtre, Place du Cirque, Musée d'art moderne et contemporain, Musée d'ethnographie, La Jonction, Pont Saint-Georges), Lancy (Cimetière de Saint-Georges), Onex (Cité nouvelle) - Stations et gares desservies : Gare de Vernier, Gare de Genève-Cornavin, Genève, Coutance (14 et 18), Genève, Bel-Air (12, 14, 17 et 18), Genève, Cirque (15) et Genève, Jonction (14). |                                                    |                                                    |                                                    |                                                    |                                                    |                                                    |                                                    |                                                    |
| 19    | Autre : - Zone traversée : 10. - Amplitudes horaires : La ligne fonctionne du lundi au vendredi de 5 h à 0 h 45, les samedis de 5 h à 0 h 10 et les dimanches et fêtes de 5 h à 0 h 45 environ. - Particularités : Les services sortant ou rentrant au dépôt ont pour terminus Genève, Jonction essentiellement. - Date de dernière mise à jour : 19 mai 2025. |                                                    |                                                    |                                                    |                                                    |                                                    |                                                    |                                                    |                                                    |
| 19    | Dernière actualisation : — |                                                    |                                                    |                                                    |                                                    |                                                    |                                                    |                                                    |                                                    |

## Exploitation
Les informations concernant la tarification ou la signalisation préférentielle, communs à l'ensemble du réseau de transport en commun de Genève, sont présentes sur l'article Transports publics genevois. Pour l'aménagement des arrêts, voir l'article Autobus de Genève.

### Installations électriques

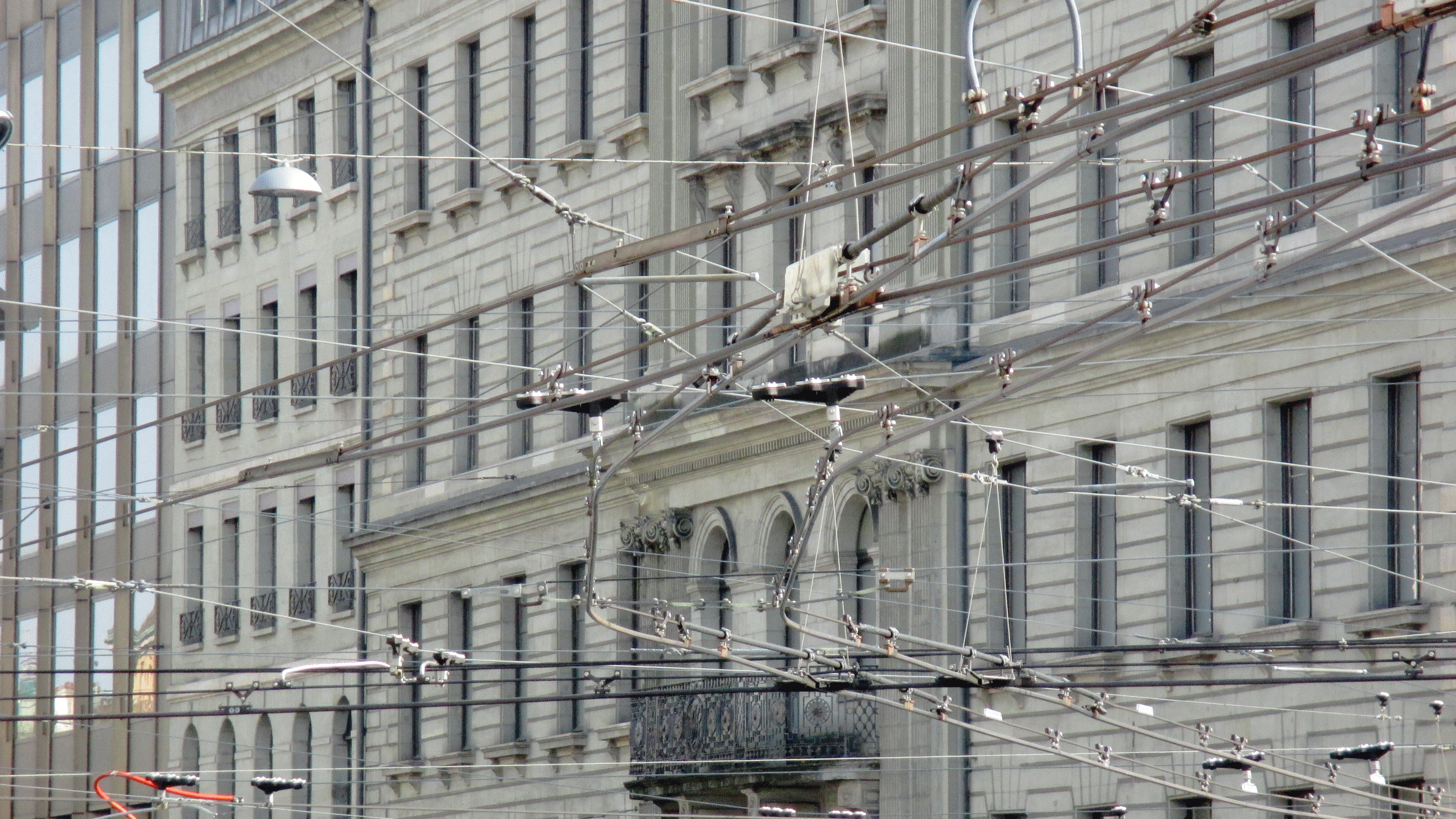
Aiguillage et croisement.

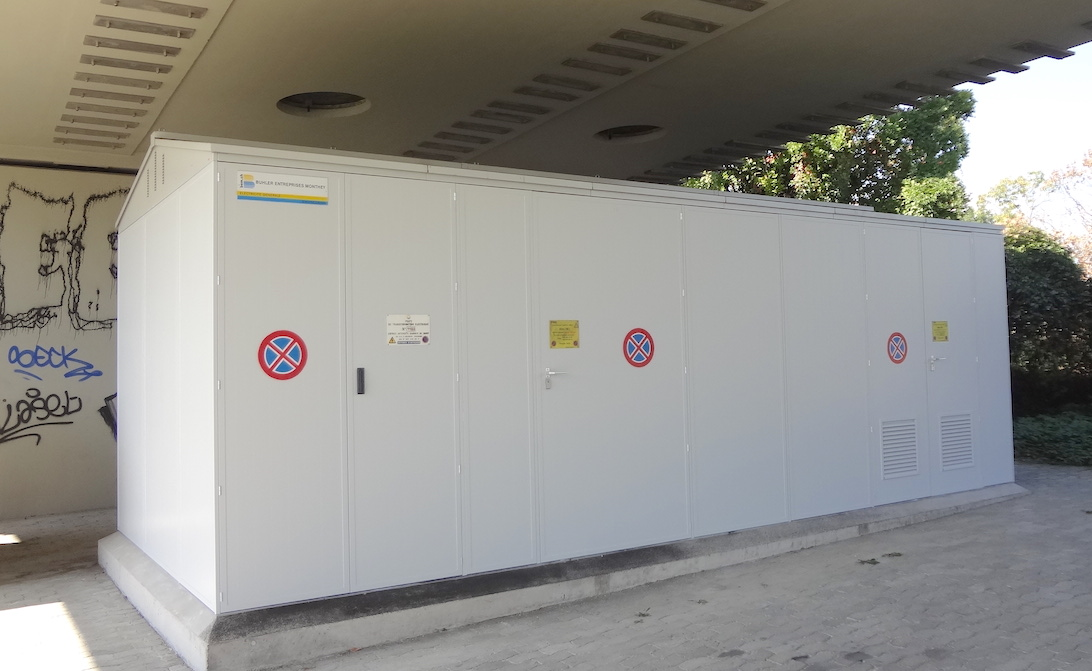
Poste de transformation électrique à Vernier.

Le réseau de trolleybus genevois est alimenté en 600 V en courant continu par une bifilaire placé de façon standardisée à 5,80 m du sol dont les deux fils sont espacés de 70 cm.
Les aiguillages sont motorisés et à commande radio via un pupitre nommé « Trans-X » placé dans le poste de conduite, d'une antenne placée sur la perche droite et d'un récepteur placé sur un des fils. Ce système électronique a remplacé le système électro-magnétique d'origine où, par défaut, l'aiguillage était positionné en voie directe et s'y replaçait automatiquement après avoir été basculé en voie déviée. Sur le système actuel, l'aiguillage garde sa dernière position après le passage du véhicule, nécessitant une signalisation spécifique, sauf si un second véhicule est en attente derrière avec une direction différente, le système bascule alors directement sur l'ordre transmis par ce véhicule.
À hauteur de l'antenne de réception, deux plaques écrites en noir sur fond blanc sont présentes : celle de gauche porte la lettre "A" et indique la présence de l'antenne, celle de droite précise la configuration de l'aiguillage et l'orientation de la voie déviée, ainsi que le numéro de l'aiguillage, qui permet au conducteur d'actionner l'équipement « manuellement » si nécessaire.
Au niveau de l'aiguille on retrouve deux feux : celui de gauche indique ou non le verrouillage de l'aiguillage, s'il est verrouillé dans la position souhaitée un "X" orange s'affiche, permettant son franchissement. Celui de droite indique par des flèches la position de l'aiguille (voie directe ou voie déviée à gauche ou à droite selon la configuration des lieux). Ils sont accompagnés d'une plaque indiquant la vitesse en km/h à ne pas dépasser au franchissement de l'appareil.
Enfin, une plaque est présente aux croisements pour signaler la zone non-alimentée des fils.

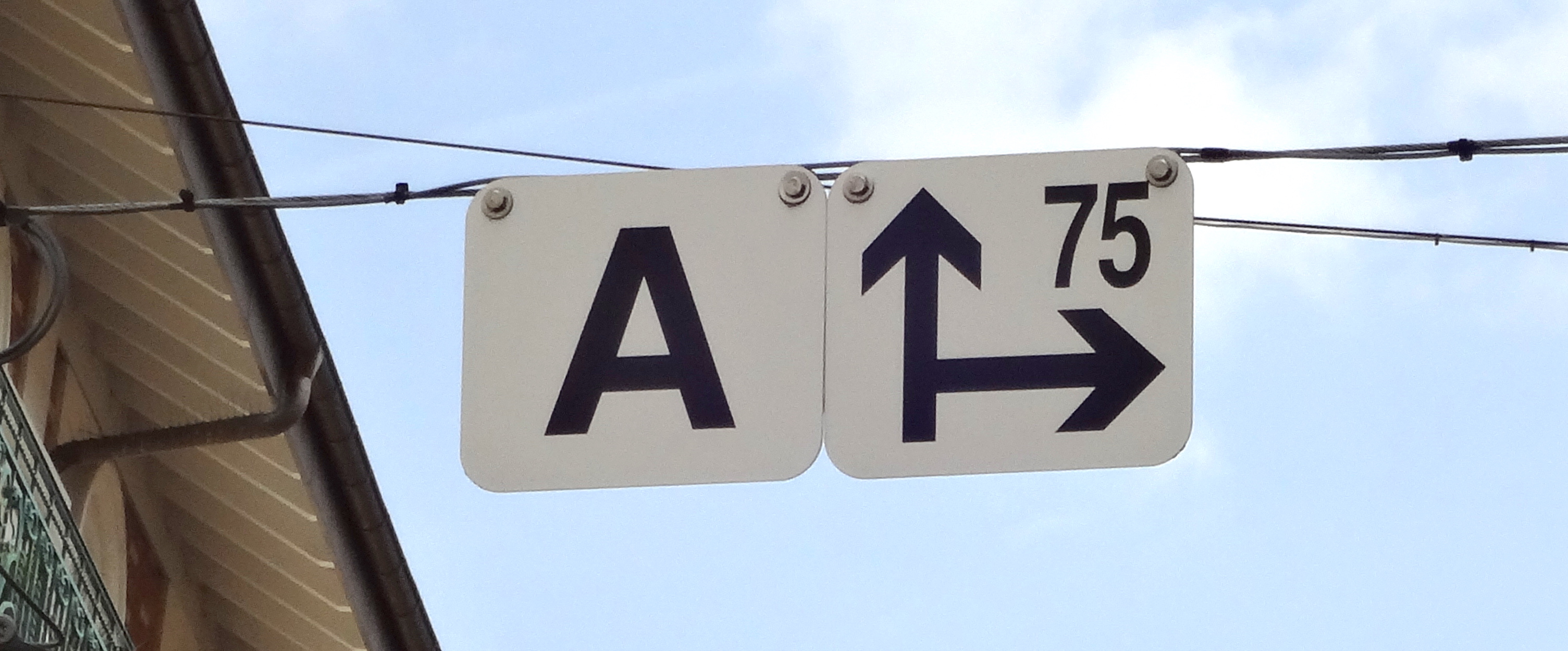
Panneau "A" et tableau avec les positions de l'aiguillage et le code de commande manuelle.
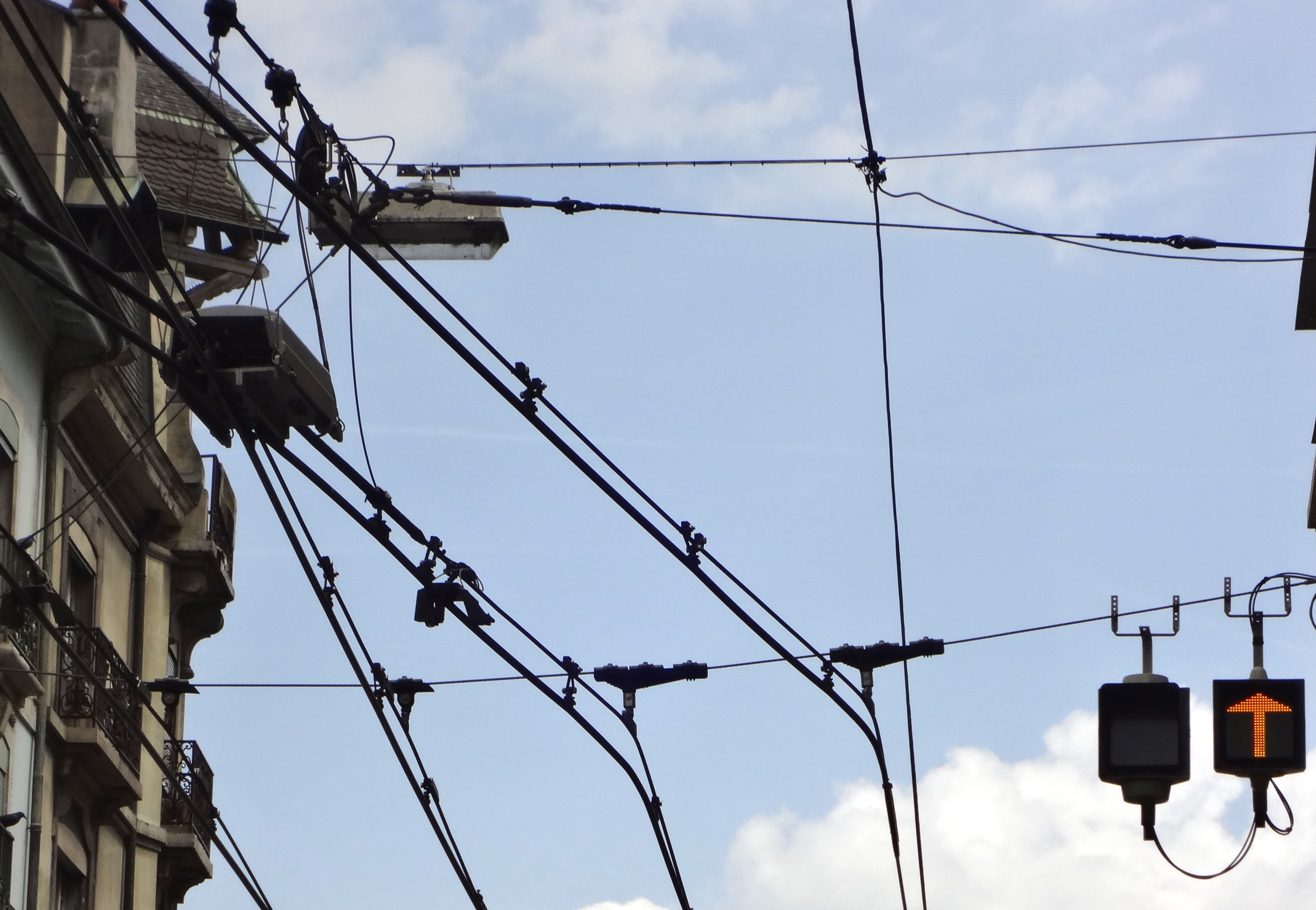
Aiguillage avec son moteur et le feu de droite indiquant la position « tout droit » ; le feu de gauche, ici éteint, affiche le "X".
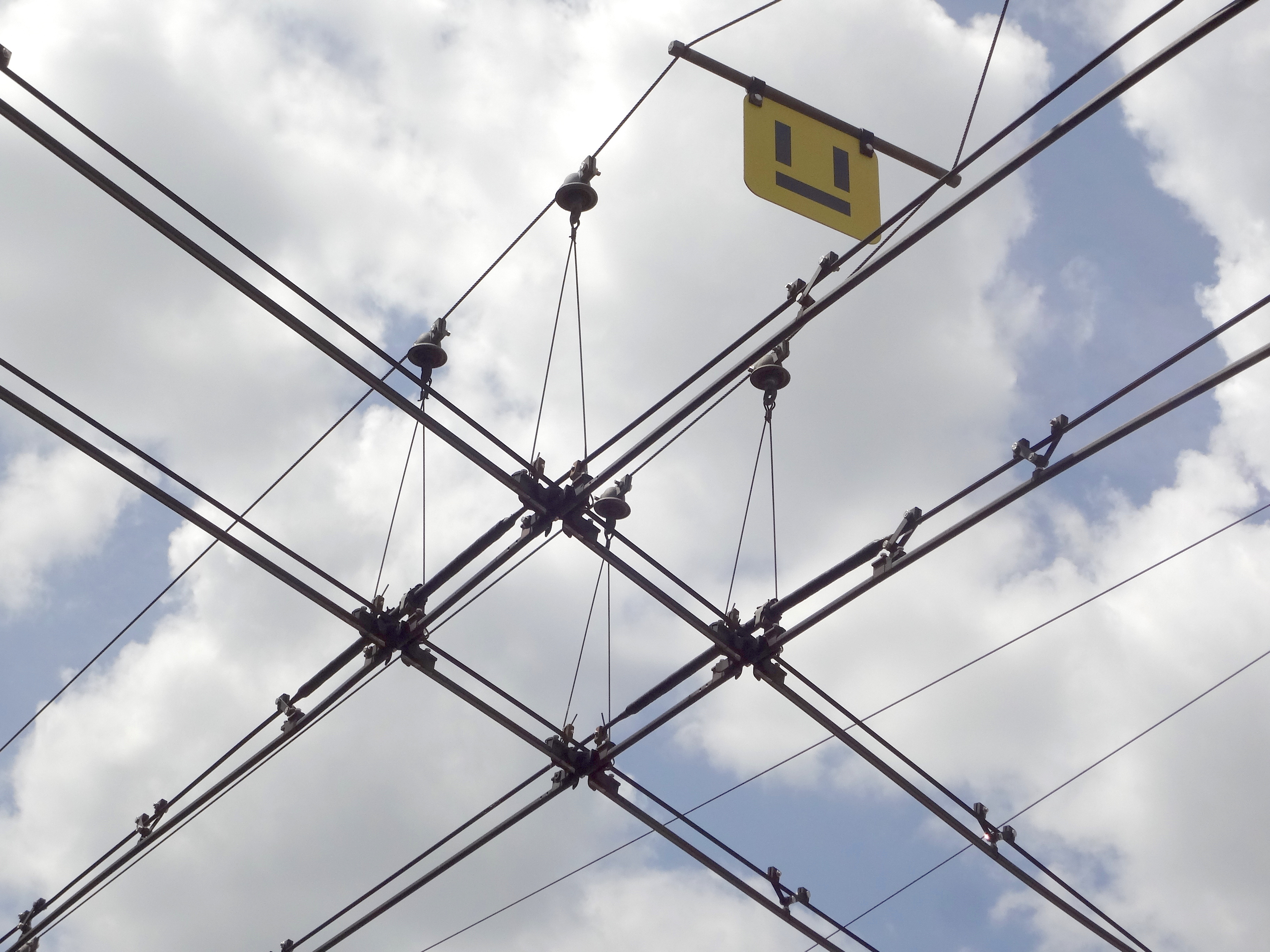
Croisement, avec le panneau annonçant la zone non-alimentée.

### Matériel roulant

#### En service
En septembre 2023, le réseau de trolleybus genevois compte 104 trolleybus en service dont 94 articulés (18 mètres de long) et 10 bi-articulés (24 mètres de long), dont deux articulés servant de véhicules-école,.
Pour assurer le dégivrage des lignes aériennes, les TPG utilisaient jusqu'en janvier 2018 un autobus retiré du service commercial « travesti » en trolleybus, équipés de perches servant uniquement à racler les fils de contact (un Mercedes-Benz O 405, le no 80 et ex-no 580) ; depuis cette date, un camion sur base de Mercedes-Benz Sprinter no 1045 est utilisé.
| Modèle                   | Constructeur(s) | Équipement électrique | Nombre | Numéros de parc                             | Mise en service | Remarques | Image |
| ------------------------ | --------------- | --------------------- | ------ | ------------------------------------------- | --------------- | --- | ----- |
| BGT-N2C (SwissTrolley 3) | Hess/Kiepe      | Kiepe                 | 38     | 731-768 (Série 37)                          | 2005            | - Le 760 et le 766 sont devenus un véhicule-école en remplaçant le 702 dans cette position. |       |
| BGGT-N2C (LighTram 3)    | Hess/Kiepe      | Kiepe                 | 10     | 781-790 (Série 38)                          | 2005-2006       | |       |
| ExquiCity 18             | Van Hool        | Kiepe                 | 56     | 1601-1633 (Série 301) 1634-1656 (Série 302) | 2014-2021       | - Le poste de conduite est isolé de l'habitacle, à l'instar d'un tramway. - Ils ont été équipés de caméras (comme sur les trams Tango ou les Hess TOSA) au lieu des rétroviseurs classiques, en seconde monte sauf pour le 1633 qui en est équipé d'origine. - La série 302 possède divers améliorations. La plus importante reste l'amélioration de la batterie qui permet au bus de rouler une dizaine de kilomètres sans perches électriques. L'amélioration de la batterie devrait être faite sur toute la série 301 fin 2021. |       |

#### Réformé
En plus de 75 ans d'existence, dix modèles commandés par la CGTE puis les TPG ont autrefois sillonnés les rues genevoises, ainsi que deux séries rachetées d'occasion au réseau VBZ de Zurich à la fin des années 1950.
| Modèle                 | Constructeur(s)  | Équipement électrique | Nombre | Numéros de parc                                                              | Mise en service              | Réforme | Remarques | Image |
| ---------------------- | ---------------- | --------------------- | ------ | ---------------------------------------------------------------------------- | ---------------------------- | --- | --- | ----- |
| type 1942              | Saurer/CGTE      | SAAS                  | 12     | 1-12 à partir de 1958 : 801-812 en 1972 : 812 renuméroté 14 (véhicule école) | 1942-1943 1948 pour le 12    | 1965 (801, 802, 804, 805 et 807 à 810) 1973 (803, 806 et 811) 1974 (14 ex-812)                               | - Véhicules assemblés par la CGTE afin de faire des économies en temps de guerre ; - Le 12 a été assemblé à partir du stock de pièces détachées. |       |
| Normalisé              | Saurer/Hess      | SAAS                  | 14     | 20-34 à partir de 1958 : 821-835                                             | 1950-1951                    | 1981-1983 | |       |
| TR 51                  | FBW              | SWO                   | 21     | 836-856                                                                      | 1958-1960                    | 1967-1975 | Véhicules datant de 1947 à 1951 rachetés au réseau de trolleybus de Zurich,.                                                                     |       |
| 200 cv                 | Berna/SWS        | SAAS                  | 18     | 861-878                                                                      | 1959-1960                    | 1988 | Dernière série de trolleybus standards à avoir circulé à Genève.                                                                                 |       |
| EH 100                 | Berliet          | SAAS                  | 11     | 881-892                                                                      | 1962                         | 1975-1976 | Dernière série de trolleybus standards mise en service.                                                                                          |       |
| Articulé               | Berna/SWS        | SAAS                  | 21     | 601-621 en 1988 : 609, 618 et 607 renumérotés 32, 96 et 99 (véhicules école) | 1965                         | 1988 (601, 606, 608, 610, 614, 619 et 620) 1991 (32 et 96) 1992 (99, 602 à 605, 611 à 613, 615 à 617 et 621) | Première série de trolleybus articulés à Genève.                                                                                                 |       |
| Articulé               | FBW/Hess         | SAAS                  | 18     | 631-648 (Série 32)                                                           | 1975                         | 1992 (643 et 644) 2005                                                                                       | |       |
| BBC-SE                 | Saurer/Hess      | SAAS                  | 24     | 651-674 (Série 33)                                                           | 1982-1983                    | 2014 | |       |
| BBC-SE                 | NAW/Hess         | BBC-Sécheron          | 20     | 681-700 (Série 34)                                                           | 1988                         | 2014 | |       |
| BGT-N (SwissTrolley 1) | NAW/Hess/Siemens | ABB                   | 13     | 701-713 (Série 35)                                                           | 1992-1993                    | 2021 | - Ce sont les premiers Hess Swisstrolley produits ; - Le 709 a été transformé pour devenir le bi-articulé 721.                                   |       |
| BGT-N (LighTram 1)     | NAW/Hess/Siemens | ABB                   | 1      | 721 (Série 36)                                                               | 1992-1993 Transformé en 2003 | 2016 | Le 721 est un prototype issu de la transformation du 709 par l'ajout d'une 3e caisse, devenant ainsi le premier Hess lighTram.                   |       |

#### Véhicules préservés

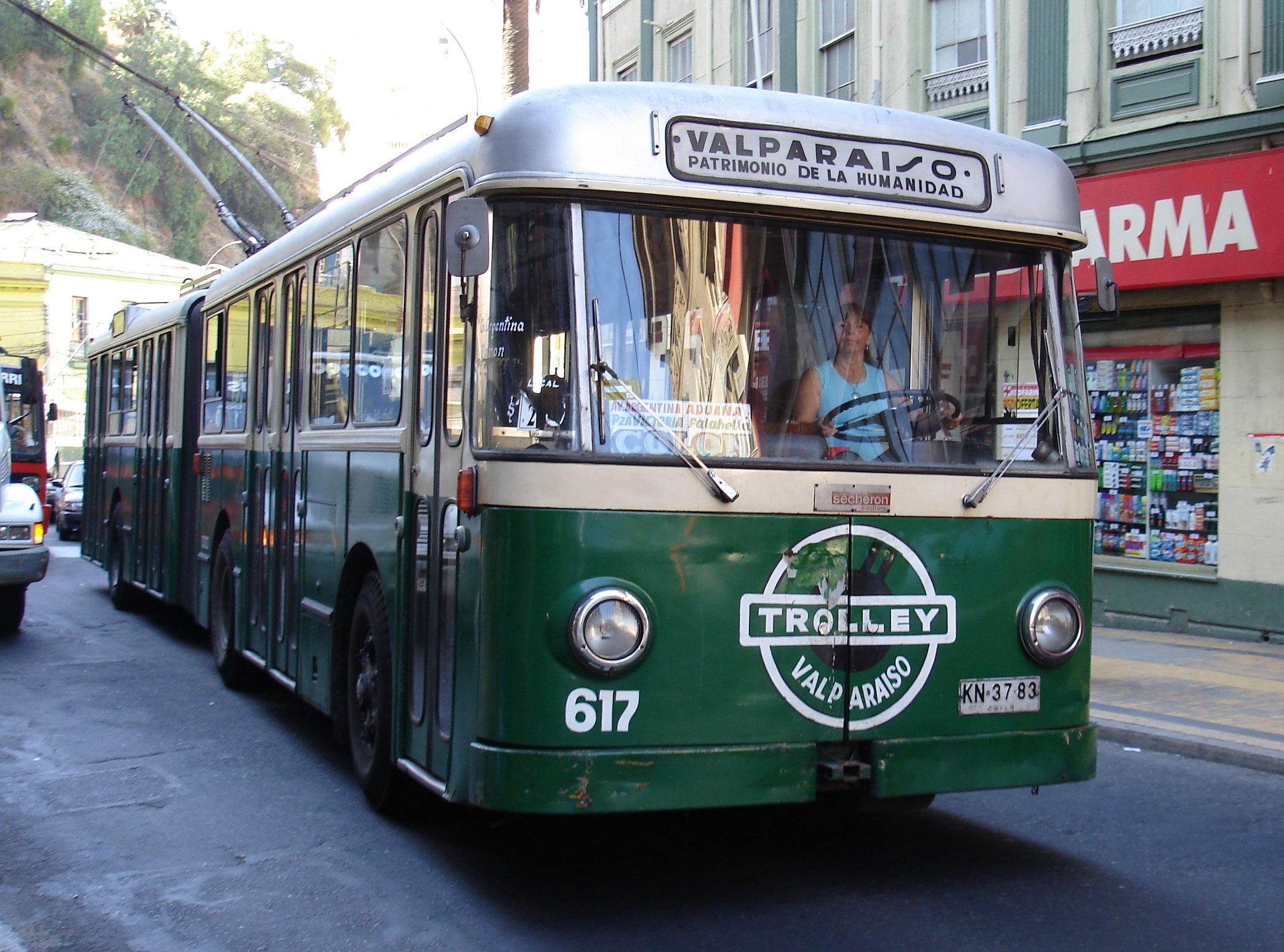
Le Berna no 617 à Valparaiso en 2006.

Entre 1991 et 1992, les trolleybus articulés Berna nos 32, 96, 99, 602 à 605, 615 à 611 à 613, 617 et 621 et FBW nos 643 et 644 ont été vendus au réseau de trolleybus de Valparaiso au Chili. En 2015, seuls les ex-99 et 617 sont encore en service. Une association, la Vintage trolleybus association, avait pour objectif de rapatrier le 617 vers fin 2017 avec l'accord de la compagnie exploitant le réseau chilien, aucun exemplaire n'ayant été conservé en Suisse, mais ce projet a été abandonné,. Les FBW nos 632 à 642 et 645 à 648 ont rejoint le réseau de trolleybus de Ploiești en Roumanie en 2005.
La Vintage trolleybus association a aussi récupéré à leur réforme en 2014 le Saurer no 666 et le NAW no 681, tous deux furent remis en état d'origine par les TPG en 2012 pour fêter les 70 ans du trolleybus à Genève,.
De son côté, l'association Rétrobus Léman conserve cinq véhicules :
- deux Saurer Normalisés : le no 28 en livrée vert/ivoire et le no 834 (ex-23) en livrée orange UST, l'association compte à terme le remettre en livrée coq-de-roche/ivoire ou identique au 28 ;
- Le FBW no 855, un des ex-Zurich, en livrée orange/blanc perle, l’association compte aussi le repeindre en livrée coq-de-roche/ivoire ;
- Le Berna 200 cv no 877 en livrée coq-de-roche/ivoire ;
- Le FBW articulé no 631, en livrée orange/blanc perle.
- Certains Saurer de 1982 qui ont été vendus en 2005 aux TL.
- Le NAW1 no 685 en livrée 1991[38].

## TOSA, le trolleybus sans fil

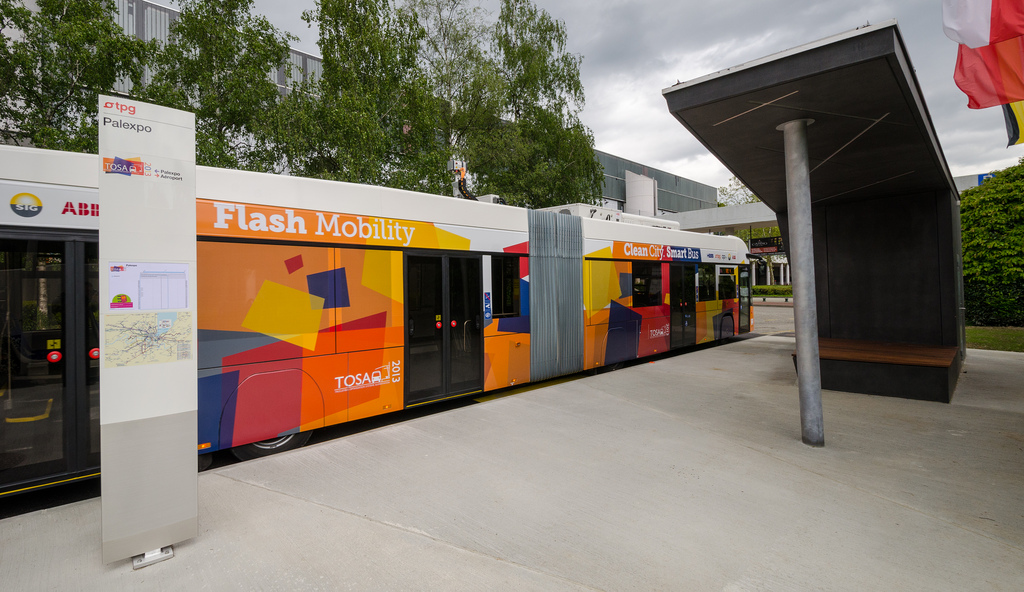
Le prototype TOSA à Palexpo.

TOSA, rétro-acronyme de Trolleybus optimisation du système d'alimentation est un prototype de bus électrique à batteries à recharge aux arrêts assimilé à un « trolleybus sans fil ».
En phase d'essais en 2013 (prototype no 1397) sur une ligne entre Palexpo et l'aéroport, ils devaient être initialement mis en service en décembre 2017 sur la ligne 23, mais des soucis de fiabilité ont reporté leur mise en service en mars 2018.
Une seconde ligne devrait voir le jour en 2022 entre l'aéroport et les communaux d'Ambilly par le pont du Mont-Blanc. Cette ligne portera le numéro 4. En 2023, la ligne de bus 22 sera aussi convertie en ligne de bus électrique, mais la technologie retenue n'a pas été communiquée.

## Projets

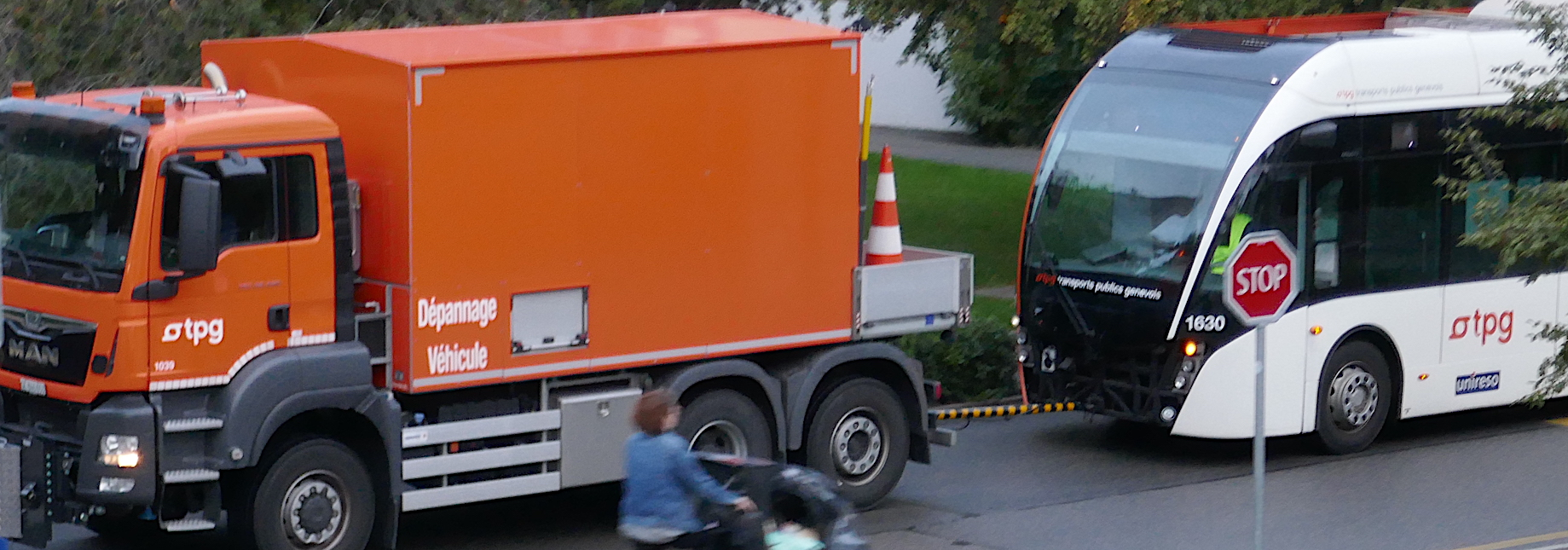
Trolleybus Van Hool sur batteries, remorqué, octobre 2022.

Dans le plan directeur des transports collectifs pour la période 2020-2024, plusieurs extensions du réseau sont prévues ou à l'étude pour cette période, en tenant compte des capacités des trolleybus Van Hool à rouler sur batteries sur les sections sans lignes aériennes :
- Réorganisation de la ligne 6 d'ici 2026 : elle abandonnera la desserte de Genève-Plage au profit du quartier de Thonex et avec un terminus vers Thonex, Vallard.
- Prolongement de la ligne 7 jusqu'au futur quartier des Grands Esserts à Veyrier d'ici 2026. Un premier prolongement vers l'hôpital de La Cluse aura lieu en 2019[43],[44] ;
- Équipement de la ligne de bus 9 en trolleybus d'ici 2026, avec un trajet revu entre le Lignon et Genève-Plage via le pont du Mont-Blanc ;
- Prolongement de la ligne 10 jusqu'à Belle-Terre, Place l’Araire à la place de la ligne 9 d'ici 2026 ; la desserte du futur quartier MICA à Thônex par des trolleybus a été abandonnée au profit de bus électriques à batteries ;
- Réorganisation de la ligne 19 sur une desserte entre le centre de Genève, Gos et Hôpital de La Tour avec certains services qui desserviront l'hôpital de La Tour en passant par la zone industrielle ZIMEYSAVER ;
- En 2029, les lignes 6 sera prolongées à Vernier-Canada, en lien avec le futur parc relais de Montfleury, la nouvelle zone industrielle et le nouvel échangeur autoroutier.